# Маркванд, Джон
Джон Филлипс Маркванд (англ. John Phillips Marquand, 10 ноября 1893 года, Уилмингтон — 16 июля 1960 года, Ньюберипорт) — американский писатель, наиболее известный по детективным романам о японском тайном агенте Мистере Мото (англ. Mr. Moto). Обладатель Пулитцеровской премии в 1938 году за свою книгу «Покойный Джордж Эпли» (англ. The Late George Apley).
Одной из главных тем в произведениях Маркванда является ограниченность жизни американского высшего класса и тех людей, которые старались к нему примкнуть. В своих произведениях Маркванд рассказывает о неписаных правилах высшего общества с долей уважения и сатиры.

## Биография
Джон Маркванд родился в семье Филиппа Маркванда и Маргарет Маркванд (в девичестве Фуллер) в Уилмингтоне, штат Делавэр. Детство будущего писателя прошло в пригороде Нью-Йорка. Предками Джона были торговцы революционного периода, сколотившие немалое состояние. Джон приходился внучатым племянником американской писательнице Маргарет Фуллер и двоюродным братом американскому изобретателю Ричарду Фуллеру.
Когда в семье Марквандов начались финансовые проблемы, Джона отправили в Ньюберипорт, штат Массачусетс, где он воспитывался своими эксцентричными тётями, проживавшими в полуразрушенном особняке, построенном в федеральном стиле.
Джон учился в средней школе Ньюберипорта, где ему удалось получить стипендию и продолжить своё обучение в Гарварде. Из-за того что Джон был выпускником общеобразовательной школы, он оказался в Гарварде по сути «чужим». Будучи отвергнутым газетой колледжа Гарвард Кримсон, он, тем не менее, был принят в члены редакционной коллегии юмористического журнала The Harvard Lampoon.
После получения диплома в 1915 году Джон был принят на работу репортёром в Boston Evening Transcript, а позже он работал над секцией журнала, выходившей раз в две недели. Ещё в Гарварде Джон примкнул к Massachusetts National Guard и в июле 1916 был отправлен служить на мексиканскую границу. Ещё позже, во время Первой мировой войны, он был направлен на службу во Францию.
В 1922 году Джон женился на Кристине Седжвик — племяннице редактора журнала The Atlantic Monthly Эллери Сэджвика. В 1925 году он публикует свою первую книгу «Лорд Тимоти Декстер», посвященную исследованию жизни экстравагантного предпринимателя Тимоти Декстера.
В середине 30-х годов Джон становится постоянным и успешным писателем рассказов для таких известных журналов, как The Saturday Evening Post. Некоторые его рассказы имели исторический характер, например «The Unspeakable Gentleman» и «The Black Cargo». В конце 30-х он начинает серию романов, основанных на классовом неравенстве Новой Англии. Первым из них был роман «Покойный Джордж Эпли», являющийся сатирой на высший класс Бостона, который был удостоен Пулитцеровской премии за художественную книгу в 1938 году. Другими романами, посвященными данной теме, являются «Wickford Point», «H.M. Pulham, Esquire» и «Point of No Return».
Маркванд был на полставки военным корреспондентом во время Второй мировой войны.
При своём двойственном отношении к американской элите, Маркванд в конечном итоге сам стал её частью. Он простил многих своих сокурсников, которые пренебрегали им в колледже и которых он высмеивал в своих произведениях. Джон был участником многих элитных клубов Бостона и Нью-Йорка. Через второй брак с Аделаидой Хукер он породнился с семьёй Рокфеллеров: сестра Аделаиды была замужем за Джоном Д. Рокфеллером III. Также у него были роскошные апартаменты в Ньюберипорте и на Карибах.
Джон Маркванд скончался 16 июля 1960 года в возрасте 66 лет в Ньюберипорте от сердечного приступа. Его тело захоронено в могильнике Сойер Хилл в Ньюберипорте.

## Творчество
До того как Маркванд начал писать свои большие и серьёзные романы, он добился большого коммерческого успеха серией шпионских романов о японском секретном агенте по имени Мото. Первая книга серии вышла в 1935 году; последняя — в 1957. По данной серии было снято 8 кинофильмов с Петером Лорре в главной роли. В этих рассказах Мото по сути не является главным героем, а появляется только в поворотных моментах каждой истории, являясь катализатором действия. Многие другие рассказы Маркванда также были экранизированы.